# Кършалево
Кършалево е село в Западна България. То се намира в община Кюстендил, област Кюстендил.

## География
Село Кършалево се намира в планински район, в Географска област Каменица. Разположено е в Чудинската планина, по левия южен долинен склон на река Бистрица, югоизточно от връх Излак /1105 м/. Надморска височина при жп спирката - 680 м, махала Паунова - 780-860 м, при билото до черквата - 1056 м.
Малка част, 6 къщи и общоселски гори, са по десния склон на р. Бистрица, в Лисец планина.
През землището на селото минава жп линията Кюстендил – Гюешево. Спирка Кършалево съществува от 1946 г. и е на 15 км от гр. Кюстендил.
Жп линията е единствената връзка на селото с Кюстендил.
Селото отстои на 19 км северозападно от Кюстендил по пътя през селата Соволяно и Мазарачево, махала Църна река.
Селото не е типично каменишко - орографски и хидрографски е към Каменица, но административната му принадлежност, транспортните връзки, пощенските и медицински услуги, прогимназиалното
образование винаги са били към селата Соволяно и Ломница, които са извън Географска област Каменица
Селото е разпръснат тип, образувано от махали: Кръстовска, Златова, Паунова, Джорджанова, Шаровци, Торляци, Пилища, Босачка, Механджийска, Шипочка, Таскова, Маджовска - всички на левия склон
и Илиини - на десния склон. Има и няколко подмахали с названия на разселили се фамилии.
Климат: умерен, преходно-континентален, с полупланински характер.
Името на селото идва от думата „кършаль“ (диал.): стръмно място, стръмнина, сипей, място което се рони, кърши се.
През годините селото принадлежи към следните административно-териториални единици: Община Ломница (1883 – 1934), община Долно Уйно (1934 – 1946), община Ломница (1946 – 1958), община Драговищица (1958 – 1961), Долно Уйно (1961 – 1978), Селищна система Драговищица (1978 – 1987) и Община Кюстендил (от 1987 г.).  През последните години селото се обслужва от кметския наместник
на село Мазарачево.

## Население
От 2020 г. насам няма нито един целогодишно живеещ.
| Година    | 1866 | 1880 | 1900 | 1926 | 1934 | 1946 | 1956 | 1965 | 1975 | 1984 | 2010 |
| Население | 83   | 154  | 250  | 344  | 382  | 370  | 289  | 156  | 83   | 58   | 7    |

## История
Няма запазени писмени данни за времето на възникване на селото. Останките от антично селище и некропол свидетелстват, че района е населяван от дълбока древност.
През 1866 т.са регистрирани 13 домакинства с 83 жители.
В края на XIX век Кършалево има 2476 дка землище (1305 дка гори, 1112 дка ниви, 30 дка градини, 29 дка естествени ливади). Основен поминък е животновъдство. Развити са домашните занаяти, има 3 воденици
на река Бистрица. Имало е шивач, ковач, дърводелец. Част от мъжете са били сезонни работници в Кюстендил, Перник и София. Много домакинства се изселват в Североизточна България.
Църква „Свети Атанасий“, 1922 г
Построено е начално училище в Паунова махала (1902). Закрито е през 1965 г. Сградата е на надморска височина 805 м. Тя е в сравнително добро състояние . Прогимназия са учили в Ломница или Соволяно.
Открити жп.спирка (1946) и магазин (1955 - 1991/).
През 1958 г. Кършалево, заедно със селата Ломница, Ивановци, Чудинци и Режинци, създават ТКЗС „Балкан" с център Ломница, което по-късно преминава към ДЗС Кюстендил, а от 1979 г. е в състава на АПК, с. Драговищица.
След промените през 1991-1992 г. се извършва ликвидация, земята се връща на техните сбственици или наследници. Последва запустяване и обезлюдяване. Рамножават се на воля диви прасета, които разорават
ниви, пътеки, поляни, дори и дворовете на къщите. Лишеи заразяват церовата дъбова гора и старите овощни дървета.
Електрифицирано (1971)
Махалите са водоснабдени от местни източници /1970-1971/.
Районът е екологично чист.

## Религии
Село Кършалево принадлежи в църковно-административно отношение към Софийска епархия, архиерейско наместничество Кюстендил. Населението изповядва източното православие.

## Исторически, културни и природни забележителности
- Църква „Свети Атанасий“. Построена е през 1922 г. Намира се на 1,7 км северозападно от гробищата, в местността „Свети Атанас., върху било на рид на надм.височина 1056 м. От западната й страна има голям дъб.
- Прави се служба на Кръстовден.
- Оброк „Свети Илия“. Намира се на около 150 м. северозападно от гробищата, в местността „Мацин камък“ при Паунова махала. Върху струпване от камъни е поставен античен жертвеник с височина 1,45 м.

## Редовни събития
- Събор с курбан – на Кръстовден, при църквата. Макар и със закъснение един век, през 2018 г., когато се провежда общоселския събор, до църквата е откритп паметник на загиналите от войните от селото.
- Курбани на Мала Богородица, Спасовден, Свети Дух и Свети Прокопий – в двора на училището.